# Ar Horqin Qi
Ar Horqin Qi (chorągiew Ar Horqin; chiń. 阿鲁科尔沁旗; pinyin: Ālǔkē’ěrqìn Qí) – chorągiew w północno-wschodnich Chinach, w regionie autonomicznym Mongolia Wewnętrzna, w prefekturze miejskiej Chifeng. W 1999 roku liczyła 297 595 mieszkańców.